# Safura Alizadeh
Safura Alizadeh (em azeri: Səfurə Əlizadə) (Bacu, Azerbaijão, 20 de setembro de 1992) é uma cantora e saxofonista da Azerbaijão.
Representou o seu país, o Azerbaijão, no Festival Eurovisão da Canção 2010, em Oslo, Noruega, com a música "Drip Drop", cantada exclusivamente em inglês.

## Biografia
O pai de Safura Aliyeva é um pintor profissional e sua mãe é pianista e designer de moda. Aliyeva começou a cantar quando era muito nova e fez sua primeira aparição no palco aos 6 anos. No decorrer de sua carreira, ela cantou nas bandas infantis Sharg Ulduzlari e Bulbullar. Alizadeh aprendeu lições de violino na Escola Nº 2 de Bacu, mas depois também aprendeu a tocar piano e saxofone. Ela se tornou a vencedora do concurso nacional  Yeni Ulduz  (8ª temporada). Desde a oitava série Safura vem estudando na escola nº 23 em Bacu.